# Чен Сюньчжао
Чен Сюньчжао (кит.: 程训钊; нар. 9 лютого 1991, Нанкін, Китай) — китайський дзюдоїст, бронзовий призер Олімпійських ігор 2016 року.

## Виступи на Олімпіадах
| Олімпіада | Дисципліна | Місце |
| --------- | ---------- | ----- |
| Ріо 2016  | До 90 кг   | 3     |